# Myrsine stolonifera
Myrsine stolonifera (Koidz.) E.Walker – gatunek roślin z rodziny pierwiosnkowatych (Primulaceae). Występuje naturalnie w Chinach (w prowincjach Anhui, Fujian, Guangdong, Hajnan, Jiangxi, Junnan, Kuangsi, Kuejczou, Syczuan i Zhejiang), na Tajwanie i w Japonii. 

## Morfologia
PokrójZimozielony krzew dorastający do 2 m wysokości.
LiścieBlaszka liściowa jest nieco skórzasta i ma eliptyczny lub lancetowaty kształt. Mierzy 6–8 cm długości oraz 1,5–2,5 cm szerokości, jest całobrzega, ma klinową nasadę i spiczasty wierzchołek. Ogonek liściowy jest nagi i ma 5–8 mm długości.
KwiatyZebrane po 3–4 w pęczkach wyrastających z kątów pędów. Mają 5 działek kielicha o eliptycznym lub podługowatym kształcie i dorastających do 2 mm długości. Płatków jest 5, są podługowate.
OwocePestkowce mierzące 5 mm średnicy, o kulistym kształcie i czarnej lub czerwonej barwie.

## Biologia i ekologia
Rośnie w lasach oraz na terenach bagnistych. Występuje na wysokości od 300 do 2100 m n.p.m.

## Zmienność
W obrębie tego gatunku wyróżniono jedną odmianę:
- M. stolonifera var. sinensis T.Yamaz.